# هوبير أليسون ألين
هوبير أليسون ألين (بالإنجليزية: Hubert Allison Allen)‏ هو ضابط أمريكي، ولد في 4 أبريل 1872 في إنديبيندينس في الولايات المتحدة، وتوفي في 14 مايو 1942 في بورتلاند في الولايات المتحدة.